# Andreas Wiß
Johann Nikolaus Andreas Wiß (* 27. Dezember 1788 in Brotterode; † 13. Januar 1816 in Schmalkalden) war ein deutscher Dichter.

## Leben und Werk
Andreas Wiß war der jüngste Sohn einer evangelischen Pastorenfamilie im thüringischen Bergort Brotterode in der damals zu Hessen-Kassel gehörenden Exklave Schmalkalden. Ab 1801 besuchte er das Gymnasium in Gotha und ab 1806 das Lyzeum in Schmalkalden. Ab 1807 studierte er in Rinteln Theologie und setzte nach Schließung der dortigen Universität seine Studien an der Universität in Marburg fort. Ab 1811 arbeitete er als Hauslehrer auf Schloss Wilhelmshöhe bei Kassel (damals Residenz von Jérôme Bonaparte).  Zwischen 1812 und 1814 betätigte er sich zudem als Hilfsprediger in Kassel. Aufgrund einer schweren Krankheit verstarb er im Alter von nur 27 Jahren am 13. Januar 1816 in Schmalkalden. 
Seine zu Lebzeiten ungedruckten Gedichte erschienen bereits in seinem Todesjahr in einem schmalen Oktavband in der Herausgabe seines Bruders, Christoph Wiß. Familie, Natur, Religion und Liebe sind die Themen seiner Lyrik, die aus einer romantischen und religiösen Stimmung lebt.